# Totila

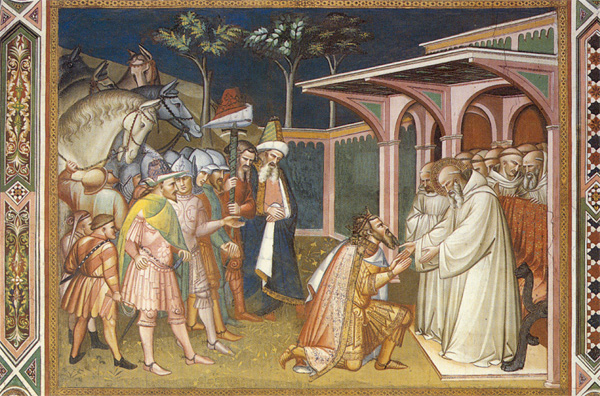
Obraz przedstawiający spotkanie Totila z św. Benedyktem

Totila, zwany również Totila Baudila, Nieśmiertelny (zm. 552) – król Ostrogotów w latach 541–552.
Na monetach bitych przez niego występuje pod imionami Badvila, Badua. Urodził się w Treviso, a na króla został wybrany przez Gotów z Pawii w 541. Zimą tego samego roku wojska bizantyńskie wyruszyły z Rawenny w celu odebrania Gotom terenów leżących na północ od Padu. Wiosną 542 Totila odniósł nad wojskami cesarskimi zwycięstwo w bitwie pod Faventia (Faenza). Po tym triumfie Totila na czele liczniejszej już armii oblegał Florencję. Oddziały Justyniana pozamykały się w twierdzach, Totila natomiast wypadem na południe zajął Brindisi i Cumae, a po oblężeniu także Neapol (543). W czasie podbijania południa półwyspu Apenińskiego, jak głosi Grzegorz Wielki w swoich dialogach, około roku 542 Totila spotkał się w Cassinum (Monte Casino) ze świętym Benedyktem, który przepowiedział mu rychły koniec jego panowania.
W następnym roku w Rawennie wylądował wódz Justyniana Belizariusz. Wojna toczyła się po myśli Gotów, którym udało się zająć miasta Asyż, Ascoli, Fermo i Osimo, co groziło przecięciem połączenia Rzymu z Rawenną. W grudniu 545 Totila rozpoczął oblężenie Rzymu, które zakończyło się wkroczeniem do miasta 17 grudnia 546. Silny sławą zdobywcy Rzymu i sojuszem z Frankami Teudeberta I wyruszył w kwietniu 547 ku Rawennie. Belizariusz wykorzystał osłabienie załogi pozostawionej w Rzymie i zdołał odbić Wieczne Miasto. Kiedy Belizariusza odwołano do Konstantynopola, Totila próbował dwukrotnie odzyskać Rzym i udało mu się to w styczniu 550. Zginął 12 czerwca 552 roku w bitwie pod Busta Gallorum, prowadząc ciężką jazdę Ostrogotów do ataku. Bitwa zakończyła się całkowitą klęską Gotów. Jego następcą został Teja, ostatni król Ostrogotów.

## Totila według Popa Duklanina
Przedstawiony wyżej król ostrogocki, zdaje się być realnym, choć zniekształconym, podłożem postaci legendarnego władcy Gotów o tym samym imieniu u Popa Duklanina. Według kronikarza miał on być synem Swewlada I, bratem Brusa i Ostroila. Za radą najstarszego brata Brusa, wraz z Ostroilem podbił Panonię i "Teutonię". Po zwycięstwie nad chrześcijańskimi królami Dalmatyńczyków i Istrii, wojska obu braci rozdzieliły się. Totila udał się do Italii, zaś Ostroil do Ilirii.